# الألعاب الفرانكوفونية
الألعاب الفرانكوفونية هي مجموعة من المسابقات الرياضية، والأحداث الثقافية في الفردي والجماعي التي تنظمها اللجنة الدولية للألعاب الفرانكوفونية، واللجنة الوطنية للألعاب الفرانكوفونية، تحت رعاية المنظمة الدولية للفرانكوفونية.

## الأهداف
دستور الألعاب الفرانكوفونية يحدد أهدافها على النحو التالي :
- تسليط الضوء على جميع البلدان الفرانكوفونية، وتوفير لهم منافع من أي نوع.
- السماح للتقريب من البلدان التي تشترك في استعمال اللغة الفرنسية.
- للتعبير عن أصالة الثقافة الفرنكوفونية في كل من التجانس في تنوعها وتطوير التبادل الثقافي والفني بين البلدان الناطقة بالفرنسية.
- المساهمة في إعداد مذكرات ليتحدث عن الأحداث الرياضية الكبرى في المستقبل.
- يشكل عاملا في دفع الشباب وخاصة النساء من البلدان التي تستخدم الفرنسية للمشاركة في تنمية الأنشطة الثقافية والرياضية في هذه البلدان، والمساهمة في التضامن الدولي.
- تسهم في تعزيز اللغة الفرنسية. "اللجنة المنظمة لدورة الألعاب الفرانكوفونية، 2004.

## تاريخ
تعود فكرة الألعاب إلى العام 1987 عندما قررت المنظمة خلال قمة لها في كيبيك في كندا تأسيس حدث مخصص للشباب الفرنكفوني. ونظمت الدورة الأولى بعد سنتين في مدينتين بالمغرب - الرباط والدار البيضاء.

## الدورات
تجري الألعاب الفرنكفونية كل اربع سنوات في بلد فرنكفوني.
- 1989 - الرباط والدار البيضاء -  المغرب
- 1994 - باريس -  فرنسا
- 1998 - انتاناناريفو -  مدغشقر
- 2001 - كيبيك -  كندا
- 2005 - نيامي -  النيجر
- 2009 - بيروت -  لبنان
- 2013 - نيس -  فرنسا
- 2017 - أبيدجان -  ساحل العاج

## المسابقات المتبارى عليها
- المسابقات الرياضية : ألعاب القوى وضمنها أكثر من اربعين مسابقة، والجودو، والملاكمة، وكرة الطاولة، وكرة السلة للنساء، وكرة القدم، والكرة الطائرة الشاطئية.
- المسابقات الثقافية : الرسم، والنحت، والتصوير، والادب، والغناء، والمسرح، والقصة القصيرة.

## وصلات خارجية
- اللجنة الدولية للألعاب الفرنكوفونية